# Lüganuse (gemeente)
Lüganuse (Estisch: Lüganuse vald) is een gemeente in de Estische provincie Ida-Virumaa. Het is tevens de naam van een plaats in die gemeente met de status van vlek (Estisch: alevik). De gemeente telde 8.250 inwoners op 1 januari 2023 en heeft een oppervlakte van 598,63 vierkante kilometer. De hoofdplaats is Kiviõli.
De landgemeente Lüganuse werd in 2013 uitgebreid met de stedelijke gemeente Püssi en de landgemeente Maidla. In 2017 volgde een nieuwe uitbreiding, nu met de stedelijke gemeente Kiviõli en de landgemeente Sonda.

## Indeling
De gemeente omvat twee steden (Estisch: vallasisesed linnad), drie grotere plaatsen (‘vlekken’, Estisch: alevikud) en 48 dorpen (Estisch: külad): 
- steden: Kiviõli, Püssi
- vlekken: Erra, Lüganuse, Sonda
- dorpen: Aa, Aidu, Aidu-Liiva, Aidu-Nõmme, Aidu-Sooküla, Aruküla, Arupäälse, Aruvälja, Erra-Liiva, Hirmuse, Ilmaste, Irvala, Jabara, Koljala, Koolma, Kopli, Kulja, Liimala, Lipu, Lohkuse, Lümatu, Maidla, Matka, Mehide, Moldova, Mustmätta, Nüri, Oandu, Ojamaa, Piilse, Purtse, Rääsa, Rebu, Salaküla, Satsu, Savala, Sirtsi, Soonurme, Tarumaa, Uljaste, Uniküla, Vainu, Vana-Sonda, Varinurme, Varja, Veneoja, Virunurme en Voorepera.